# Big Brain Academy (jogo eletrônico)
Big Brain Academy é um jogo eletrônico de quebra-cabeça publicado e desenvolvido pela Nintendo para o console de videogame portátil, Nintendo DS. Foi lançado no Japão em 30 de junho de 2005 e posteriormente em outras regiões, em 2006. O jogo foi inicialmente planejado para ser disponilizado na China para o sistema iQue DS, mas esta versão acabou não sendo lançada. Comparado ao jogo Brain Age: Train Your Brain in Minutes a Day!, Big Brain Academy foi comercializado sob a marca Touch! Generations da Nintendo. Uma sequência, Big Brain Academy: Wii Degree, foi lançada para o Nintendo Wii em abril de 2007.

## Jogabilidade
No jogo Big Brain Academy, vários testes são feitos para medir a massa cerebral do jogador. Quanto mais pesado o cérebro for, mais inteligente ele será. O jogo não tem uma jogabilidade única, visto que ele é uma coleção de minijogos, na qual nenhum deles tem uma prioridade maior que o outro. Resolvendo um quebra-cabeça corretamente em cada minijogo aumenta a massa cerebral, enquanto resolvê-lo incorretamente, a diminui. Quanto melhor o jogador se sair, mais difíceis os quebra-cabeças dos minijogos tornar-se-ão.
Há três modos de jogo: Test mode (modo Teste), practice mode (modo prática) e Versus mode (modo multijogador).

### Modo teste
Test mode (modo teste) consiste em um teste contendo cinco minijogos, com um dos minijogos escolhidos aleatoriamente de cada uma das cinco categorias diferentes para determinar a massa cerebral do jogador. Cada minijogo dura um minuto.
Após o teste, o jogador recebe uma nota. O personagem Lobe, "diretor" da Big Brain Academy, também avalia em quais áreas o jogador precisa aprimorar e qual é sua classificação.
Há cinco categorias diferentes. Cada uma delas possuem três minijogos diferentes. As categorias são:
- Think (pensar)
- Analyze (analisar)
- Compute (contar)
- Identify (identificar)
- Memorize (memorizar)

### Modo de prática
Practice mode (modo de prática) permite ao jogador selecionar um dos minijogos para treinar seu cérebro. Os minijogos disponíveis para escolher são as mesmas do modo teste e elas duram um minuto. Cada minijogo tem três níveis de dificuldade. Em cada nível de dificuldade, o jogador tem a possibilidade de ganhar uma medalha de bronze, prata, ouro ou platina após obter uma determinada pontuação de massa cerebral.
É necessária uma massa de 50 gramas para obter uma medalha de bronze, 150 gramas, para uma medalha de prata e 250 gramas, para uma medalha de ouro. Já a massa necessária para ganhar uma medalha de platina difere-se em cada nível de dificuldade de cada um dos minijogos. Entretanto, essa massa necessária para obter as medalhas de platina não é especificada no jogo.

### Modo versus
No modo Versus, os jogadores podem competir entre si para determinar quem tem o cérebro mais pesado. Até sete jogadores podem participar, independentemente de terem ou não uma cópia do jogo.

## Recepção
Até 31 de março de 2008, Big Brain Academy vendeu 5,01 milhões de cópias em todo o mundo. O jogo também recebeu o prêmio de vendas "Double Platinum" da organização britânica Entertainment and Leisure Software Publishers Association (ELSPA, Associação de publicadores de programas de diversão e entretenimento), premiação dada a jogos que atingem um número de vendas de pelo menos 600.000 cópias no Reino Unido.
Entretanto, na crítica especializada, Big Brain Academy acabou recebendo análises mistas. Jeff Gerstmann, da GameSpot, analisou positivamente o jogo, descrevendo-o como "fácil de aprender, mas razoavelmente viciante". Craig Harris, da IGN, deu ao jogo nota 8.1 de 10, descrevendo-o como "divertido", mas pontuando como os seus gráficos são "um pouco fofos e infantis demais". Tom Bramwell, da Eurogamer, fez uma crítica mista ao jogo, dando-lhe nota 7 e descrevendo-o como "divertido de um jeito inocente", mas também criticando-o por ser simples demais.